# Katrien Snackaert
Katrien Snackaert is een personage uit de Vlaamse soap Thuis. Ze werd vanaf 2008 gespeeld door Lotte Vannieuwenborg. Katrien is de zus van Paulien Snackaert, gespeeld door Tina Maerevoet. Op 1 januari 2013 verdween na Tina ook Lotte uit de serie. In april 2015 keerde Katrien even terug in Thuis voor het huwelijk van Julia en Luc.

## Fictieve biografie
Katrien duikt samen met haar zus Paulien op als dochter van Julia wanneer Julia en Cois al enige tijd samen zijn. Julia gaat samenwonen met Cois en ook de zussen verhuizen mee.
Katrien is rustig en studeert veel voor school. Ze kan het goed vinden met haar zus maar heeft soms ruzie.
Katrien komt na enige tijd thuis met haar eerste lief Tim Cremers. Het gaat goed tot hij beslist in het leger te gaan. Later komt hij op zijn besluit terug en is Katrien dolblij.
Wanneer ze samen met Tim naar Ierland gaat groeien ze uit elkaar. Hun relatie loopt terug in België op de klippen.
Wanneer ze later verpleegkunde gaat studeren wordt ze al snel verliefd op de leerkracht Anatomie Filip Lamote. Ze gaat babysitten op de kinderen en na wik en weeg worden ze een koppel. Al moeten ze toch oppassen. Het kost Julia en Cois veel moeite om het te aanvaarden.
Ook vriendin Saartje is stikjaloers. Ze werkt in het geheim Katrien tegen en ze laat alles in het honderd lopen. Gelukkig wordt ze na enkele maanden gesnapt. Door de examenfraude die Saartje op poten heeft gezet, loopt de relatie met Filip Lamote stuk. De breuk is definitief. Na de breuk zoekt Tim toenadering, maar wordt afgewezen. Nadat Tim boven de familie Snackaert is komen wonen, worden ze goede vrienden. Ondertussen heeft Tim een nieuwe relatie met Gitta Thys. Maar de gevoelens beginnen bij Katrien weer parten te spelen. Jens en Katrien besluiten een schijnrelatie te beginnen om Tim jaloers te maken en Tim te laten beseffen dat Katrien zijn ware is. En al snel worden Katrien en Tim terug een koppel. En dan maakt Stijn, de broer van Jens zijn intrede. Stijn is smoorverliefd op Katrien en biecht dit ook op tijdens een uitstapje. Zij wijst hem echter af. Al snel beseft Katrien dat ze eigenlijk meer voelt voor Stijn dan ze zelf gedacht had. De twee beginnen een geheime relatie. Maar later kiest Katrien dan toch voor Tim. Stijn vertrekt naar Londen, maar uit wraak vertelt hij tegen Tim dat hij iets gehad heeft met Katrien. Tim maakt het uit. 
Ondertussen heeft haar moeder een nieuwe vriend; Guy. Het klikt meteen tussen Katrien en Guy. Wat niemand weet is dat Guy de moordenaar is van Fien, het lief van Jens. Wanneer Guy bij Julia, Katrien en Paulien intrekt, gaat Katrien Guy helpen met het poetsen van zijn appartement alvorens het verkocht wordt. Katrien vind een oorbel terug en ziet later op een foto bij Jens dat die oorbel van Fien is. Katrien beseft al snel dat Guy achter de moord op Fien zit. 
Nadat ze afstudeert, krijgt ze de aanbieding om te werken in rusthuis 'Winterlicht'.
Ze is een geliefde verpleegster totdat Madeleine Vercauteren sterft aan een overdosis insuline.
Iedereen beschuldigt haar over de dood van Madeleine terwijl Ann De Decker de schuldige is.
Zij had Madeleine een spuit toegediend zonder het te noteren.
Ann wil hiervoor niet uitkomen omdat er voor haar veel meer op het spel staat dan Katrien. 
Maar later komt nog uit dat Madeleine haar testament had opgemaakt met als erfgenaam Katrien.
Doordat Katrien hierdoor een sterk motief krijgt, voelt Ann zich toch genoodzaakt om alles te vertellen.
In december 2012 beslist Katrien om voor Artsen zonder Grenzen te gaan werken. In april 2015 keert ze even terug om het huwelijk van Luc en Julia bij te wonen.